# 무타즈 이사 바르심
무타즈 이사 바르심(아랍어: معتز عيسى برشم,‎ 1991년 6월 24일~)은 카타르의 육상 선수로 주 종목은 높이뛰기이다. 그의 개인 최고 기록인 2.43m는 역대 남자 높이뛰기 기록 중 두 번째로 높은 기록이며, 2020년 하계 올림픽에서 잔마르코 탐베리와 함께 올림픽 육상에서 1912년 대회 이후 처음으로 공동 금메달을 획득했다. 2012년과 2016년 하계 올림픽에서 은메달을 획득했고, 세계 육상 선수권 대회에서 금메달 3개, 아시안 게임에서 금메달 3개, 아시아 육상 선수권 대회에서 금메달 1개를 획득했다.